# Sophronica longeantennata
Sophronica longeantennata är en skalbaggsart som beskrevs av Stefan von Breuning 1940. Sophronica longeantennata ingår i släktet Sophronica och familjen långhorningar.
Artens utbredningsområde är Zimbabwe. Inga underarter finns listade i Catalogue of Life.